# Холодинский, Александр Михайлович
Александр Михайлович Холодинский (бел. Аляксандр Міхайлавіч Халадзінскі; род. 16 октября 1991, Колодищи, Минская область) — белорусский футболист, выступавший на позиции нападающего. Мастер спорта (2014).

## Клубная карьера
Воспитанник футбольной школы «МТЗ-РИПО», первый тренер — Пётр Леонидович Зенкевич. Холодинский начал играть за «Ислочь» ещё на чемпионате Минской области. В 2013 году вместе с клубом занял третье место в Кубке регионов УЕФА, турнире любительских команд. В сезоне 2015 года помог клубу занять первое место в розыгрыше первой лиги и впервые в истории выйти в высшую лигу Белоруссии. 2 марта 2016 года компания спортивной экипировки JOMA подписала с игроком персональный контракт. В элитном дивизионе дебютировал 1 апреля 2016 года в матче первого тура против новополоцкого «Нафтана» (2:0). В сезоне 2017 чередовал выходы в стартовом составе и на замену. В январе 2018 года продлил контракт с клубом ещё на один год. В сезоне 2018 преимущественно выходил в стартовом составе.
В конце 2018 года появилась информация, что нападающий может покинуть команду, однако в январе 2019 года вновь продлил контракт с «Ислочью». Начало сезона 2019 пропустил из-за травмы, с мая начал играть за дубль, за основную команду сыграл в одном матче. В августе 2019 года был отдан в аренду клубу «Андердог», где стал одним из основных игроков. В декабре вернулся в «Ислочь». В начале 2020 года тренировался вместе с командой, однако в феврале по окончании контракта покинул клуб. В марте вновь присоединился к «Ислочи», в основном выходил на замену. В июле покинул команду. Является лидером клуба по количеству проведённых матчей.
В августе 2020 года стал игроком речицкого «Спутника». Закрепился в качестве основного нападающего команды и помог ей выйти в Высшую лигу. Оставался игроком основы и в 2021 году, с мая стал реже появляться на поле из-за травмы.
В июле 2021 года, после того как «Спутник» снялся с Высшей лиги, перешёл в петриковский «Шахтёр». Покинул команду в декабре того же года.
В начале 2022 года перешёл в «Молодечно». За две недели до старта сезона получил разрыв крестообразных связок, из-за чего пропустит весь сезон.

## Достижения

### Командные
Ислочь
- Победитель Первой лиги (2): 2015, 2020
- Бронзовый призёр Второй лиги: 2012
- Бронзовый призёр Кубка регионов УЕФА: 2013[англ.]